# Pudakpayung
Pudakpayung is een bestuurslaag in het regentschap Semarang van de provincie Midden-Java, Indonesië. Pudakpayung telt 20.557 inwoners (volkstelling 2010).